# Puerto Belgrano

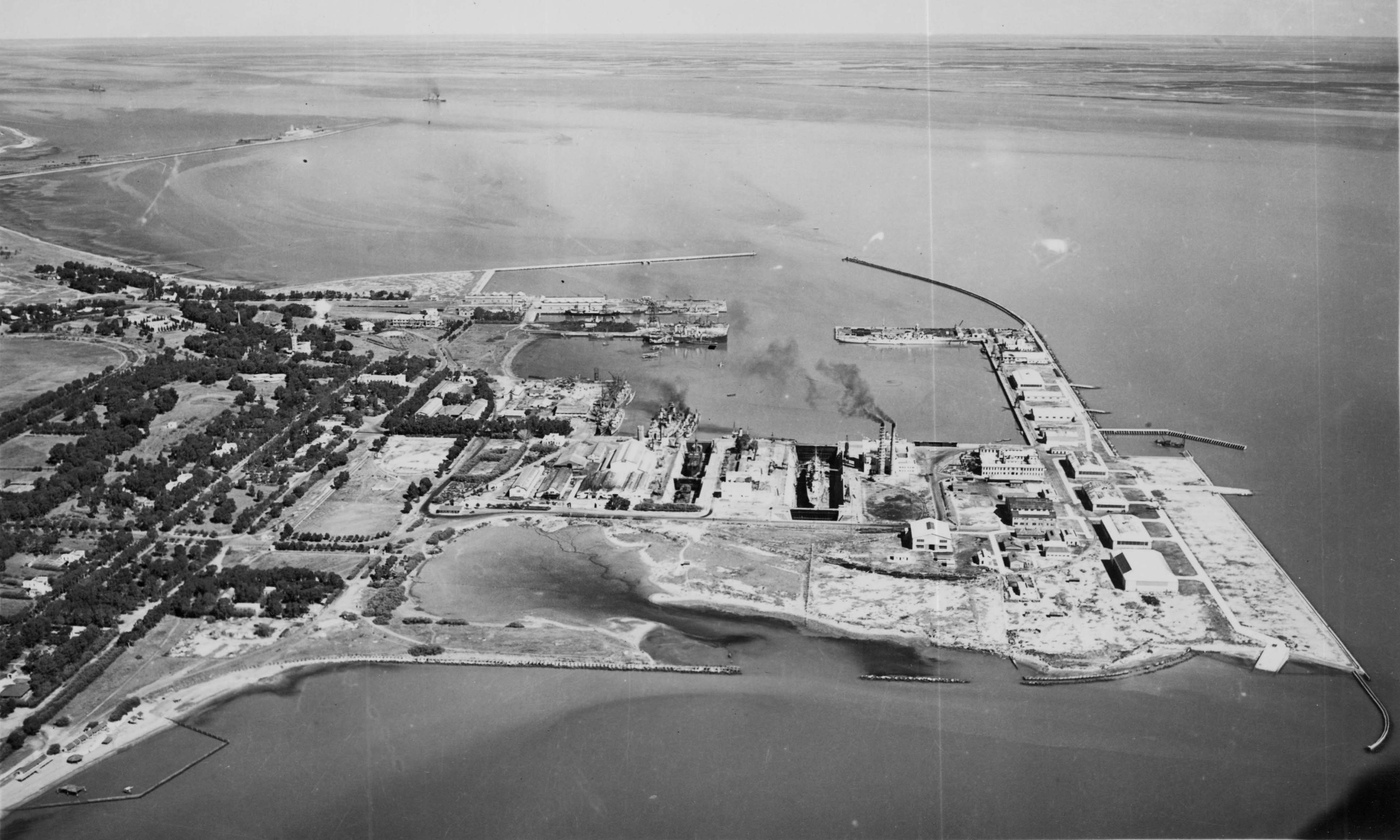
Vista aérea geral da Base Naval de Puerto Belgrano em 1943

Puerto Belgrano é onde esta localizada a Base Naval Puerto Belgrano (BNPB) que é a principal base da Marinha Argentina. A base também é chamada de Puerto Belgrano.
Situada ao  sul da Província de Buenos Aires, fica perto da cidade de Punta Alta, partido de Coronel de Marina Leonardo Rosales, e a 30 km da cidade de Bahía Blanca.